# Březí (ort i Tjeckien, Södra Mähren)
Březí är en ort i Tjeckien.   Den ligger i regionen Södra Mähren, i den sydöstra delen av landet, 210 km sydost om huvudstaden Prag. Březí ligger 196 meter över havet och antalet invånare är 1 539.
Terrängen runt Březí är huvudsakligen platt, men åt nordost är den kuperad.Runt Březí är det ganska tätbefolkat, med 56 invånare per kvadratkilometer. Närmaste större samhälle är Mikulov, 5,4 km öster om Březí. Trakten runt Březí består till största delen av jordbruksmark.